# Parroquia de San Pedro Apóstol (Cuajimalpa)
La Parroquia de San Pedro Apóstol es un templo mexicano ubicado en la alcaldía Cuajimalpa de la Ciudad de México. Su construcción inició en el siglo XVII de mano de la Orden de Predicadores. En 1994 fue declarada patrimonio histórico por el Instituto Nacional de Antropología e Historia.

## Historia
Tras la conquista de México, al pueblo de Cuajimalpa se le otorgó el patronazgo de San Pedro y San Pablo. En el siglo XVII se trasladó el patronazgo de San Pablo al vecino pueblo de Chimalpa, mientras que Cuajimalpa conservó a San Pedro como único santo patrono. El 16 de junio de 1628 la Orden de Predicadores inició la construcción de la iglesia. La obra se desarrolló a lo largo de los dos siguientes siglos en distintas etapas. El 15 de febrero de 1755 el templo fue inaugurado, aunque su construcción continúo. En 1785 se edificó la torre norte de la iglesia y en 1818 se consideró concluida la construcción del edificio.
El templo funcionó como una vicaría dependiente de la parroquia de Mixcoac hasta 1946, cuando recibió la categoría de parroquia, con administración propia. En la década de 1940 el templo fue usado como escenario para grabar la película «Los tres García», dirigida por Ismael Rodríguez y protagonizada por Pedro Infante. En 1966 la parroquia recibió trabajos de restauración y en 1994 fue declarada patrimonio histórico por el Instituto Nacional de Antropología e Historia.

## Estructura
La fachada de la parroquia está hecha en piedra. La entrada está colocada dentro de un arco de medio punto flanqueado por cuatro pilastras de orden dórico. En el centro de la fachada se ubica el óculo del coro enmarcado en un frontón semicircular. La iglesia está construida con planta de cruz latina, con piso de granito y techumbre de mampostería construida en estilo abovedado. El templo conserva diversas imágenes de la época virreinal, entre ellas representaciones de San Pedro, el Señor de la Columna y la Virgen de Guadalupe. En el lateral de la parroquia se ubica la casa parroquial.